# 아바타 (2009년 영화)
《아바타》(영어:  Avatar)는 2009년에 공개된 미국의 영화이자 천만 관객 돌파 영화이다. 제임스 카메론이 감독을 맡았다. '판도라'라는 외계 위성을 배경으로 하는 블록버스터급 SF 영화이다. 아바타의 별칭은 Project 880이다. 아시아와 태평양, 유럽, 아메리카 등 전 세계 흥행 1위를 기록하는 기염을 토해냈다. 또한 3D 미디어 산업의 활성화에도 크게 기여했다는 점에서 가장 고무적인 평가를 받고 있다.

## 줄거리
서기 2154년, 지구는 에너지 고갈 문제를 해결하기 위해 지구로부터 멀리 떨어진 행성 '판도라'에서 대체 자원을 채굴하기 시작한다. 하지만 판도라의 독성을 지닌 대기로 인해 자원 획득에 어려움을 겪게 된 인류는 판도라의 토착민 '나비'(Na'vi)의 외형에 인간의 의식을 주입, 원격 조정이 가능한 새로운 생명체 '아바타'를 탄생시키는 프로그램을 개발한다. 이 생명체 아바타는 나비 족의 유전자와 아바타 주인의 유전자 일부를 섞어서 만들어지며, 그렇기 때문에 한 사람당 하나의 아바타만을 가지게 되며 그들의 신경 또한 서로 연결되어 있다. 이러한 아바타는 인간이 아바타의 신경에 접속한 상태에서 활동하며, 접속이 끊어졌을 때는 잠들어 있는 상태가 된다.
한편, 하반신이 마비된 전직 해병대원 '제이크 설리'는 아바타 프로그램에 참가할 것을 제안받아 판도라 행성으로 향한다. 그러나 본래는 과학자인 그의 쌍둥이 형이 아바타 프로그램에 참가할 예정이었고, 아바타 역시 그의 쌍둥이 형의 유전자로 만들어진 것이다. 그런데 형이 사고로 죽자, 어쩔 수 없이 절름발이이며 아바타 프로그램 훈련조차 받지 않은 제이크 설리를 데려오게 된 것이다. 그는 아바타 프로그램에 참여하면 많은 돈을 벌 수 있다는 말을 듣고 아바타 프로그램에 참여하게 된다. 그의 하반신 마비를 치료하기 위한 돈을 마련하기 위해서였다.
어쨌거나 형과 유전자가 같은 제이크는 자신의 아바타를 통해서 자유롭게 걸을 수 있게 된다. 하루는 제이크의 아바타가 속한 탐색조가 갑작스런 야생동물의 습격으로인해 위기를 맞게 되고, 가까스로 따돌리지만 제이크는 탐색조에서 떨어진다. 그날 밤, 제이크는 개 형상의 동물들의 공격을 받던 중 네이티리의 도움으로 목숨을 구하게 되고, 그녀로부터 나비 족들이 있는 곳으로 인도된다. 처음에 나비 족들은 '악마', '꿈꾸는 자'와 같은 표현으로 그를 기피하였다. 그러나 네이티리가 그의 아버지이자 추장인 에이투칸을 설득한 덕으로 제이크는 그들의 무리에 합류할 수 있었다. 한편, 아바타가 있는 위치에 상관 없이 제이크의 의식이 본래 육신으로 돌아오면 인간들과 접촉할 수 있다. 그가 나비 족들과 접촉하였고, 그들의 무리와 합류한 것을 안 마일즈 쿼리치 대령은 지구에 가서 다리를 치료받게 해준다는 조건으로 자원 채굴을 막으려는 나비족을 원래 서식지로부터 이주시키라는 임무를 받게 된다. 그들이 살고 있는 서식지 땅 속에는 '언옵타늄'이라는 대체 자원이 가득했기 때문이다. 나비족이 계속 거기서 살고 있었기 때문에 자원을 캐내는 데 많은 어려움이 따랐었다. 따라서 그는 나비족과 같이 생활하며 그들의 신뢰를 얻기 위해 그들의 문화와 전통을 배우고, 전사가 되기 위한 노력을 한다. 그들의 신뢰를 얻어 그들이 다른 곳으로 이주하게 설득을 하고, 그렇게 대체 자원을 캐내기 위해서였다. 군사적 침략도 가능했지만 원주민들을 죽이면 지구에서 여론이 좋지 않을 것을 우려한 것이었다.
제이크는 처음에는 나비 족의 무리에 적응하는 데 어려움을 겪는다. 말을 잘 타지도 못하고 나비 족의 언어도 잘 익히지 못했다. 하지만 제이크는 '네이티리'와 함께 지구에서는 겪을 수 없었던 다채로운 모험을 경험하면서 네이티리와 사랑에 빠지고, 나비 족들과 하나가 되어간다. 하지만 제이크가 나비 족 네이티리와 사랑에 빠진 것을 대령이 알게 되었고, 평화적 방법으로 자원을 캐내지 못할 것이라는 것을 알고 판도라의 자원을 강탈하기 위한 지구인들의 군사 침략이 시작된다. 하지만 제이크는 판도라의 생활에 익숙해져가고 네이티리와의 사랑 빠져 결국 지구인들의 자원 채굴계획에 반감을 가지게 되고 같은 생각을 가진 동료들과 함께 싸우며 판도라를 지켜낸다. 그리고 나비족의 의식을 통해 그는 인간의 육신에서 나비족의 육신으로 다시 부활한다.

## 배역
| 문자                  | 기존 배우       |
| --------------------- | --------------- |
| 제이크 설리 역        | 샘 워싱턴       |
| 네이티리 역           | 조 샐다나       |
| 그레이스 박사 역      | 시고니 위버     |
| 마일즈 쿼리치 대령 역 | 스티븐 랭       |
| 트루디 차콘 대위 역   | 미셸 로드리게스 |
| 파커 셀프리지 역      | 지오바니 리비시 |
| 노엄 스펠먼 역        | 조엘 무어       |
| 모트 역               | CCH 파운더      |
| 츠테이 역             | 라즈 알론소     |
| 에이투칸 역           | 웨스 스투디     |

## 디즈니플러스 더빙판 성우진
- 정훈석 - 제이크 설리 역
- 손정아 - 그레이스 박사 역
- 강희선 - 네이티리 역
- 남도형 - 노엄 스펠먼 역
- 민응식 - 마일즈 쿼리치 대령 역
- 임주현 - 트루디 차콘 대위 역
- 이호산 - 파커 셀프리지 역
- 정재헌 - 츠테이 역

## 영화 개봉 정보
- 2009년 10월 15일 서울 용산 CGV에서는 영화기자와 배급관계자를 대상으로 한 〈아바타 시네마 컨퍼런스 데이〉가 열렸다. 이 행사에는 《아바타》의 프로듀서 존 랜도가 참석한 가운데 미공개 장면을 포함하여 30분 정도의 하이라이트 영상을 상영했다. 이날 상영은 3D입체영상 버전이었다.[2]
- 2009년 12월 11일 오후 2시 서울 영등포CGV에서는 《아바타》의 기자시사회가 열렸다. 3D버전으로 상영되었다.[3]
- 전 세계 동시개봉 17일 만에 월드와이드 박스오피스 10억 달러를 기록하였으며 이는 역대 최단시간 기록이다.[4]
- 2010년 1월 23일 이후로 대한민국에서 외화 최초로 1000만 관객을 돌파했다.[5]
- 2010년 1월 25일 타이타닉을 따라잡고 전 세계 역대 흥행 1위 영화가 되었다.[6]
- 2010년 2월 9일 대한민국에서 1200만 관객을 돌파하여 역대 관객수 3위에 올랐으며,[7]
- 2010년 2월 15일 1242만 관객수를 기록했던 영화 왕의 남자를 제치며 대한민국의 역대 영화 관객수 2위를 차지하였다.[8]
- 2010년 2월 27일 대한민국에서 영화 괴물을 제치고 역대 관객수 1위를 기록하였다.[9]
- 2014년 8월 16일 영화 명량 (영화)가 이 기록을 넘겨 관객수 순위가 1위에서 2위로 떨어졌다.
- 2015년 2월 20일 영화 국제시장이 이 기록을 넘겨 관객수 순위가 2위에서 3위로 떨어졌다.
- 2018년 1월 23일 영화 신과 함께-죄와 벌이 이 기록을 넘겨 관객수 순위가 3위에서 4위로 떨어졌다.
- 2019년 영화 어벤져스:_엔드게임이 '아바타'를 따라잡고 전 세계 역대 흥행에서 1위 영화가 되었다.
- 2021년 3월 13일 '아바타'의 중국 재개봉 이후 영화 어벤져스:_엔드게임을 따라잡고 전 세계 역대 흥행에서 다시 1위 영화가 되었다.
- 2022년 5월 9일 오후 11시경에 아바타2 (물의 길) 공식 예고편이 공개되었다.

## 평가와 영향력
3D 영화로는 유례없이 엄청난 흥행을 하여 파장을 일으켰으며, 이 영화 개봉 직후 대한민국을 비롯한 전 세계에서 3D 영화가 활발하게 제작되고 있다. 대한민국의 문화체육관광부는 아바타의 흥행을 계기로 2013년까지 2000억 원의 예산을 컴퓨터그래픽(CG) 산업에 투입하고 영화진흥위원회도 3D 영화 기술개발에 투자하기로 하였다.
영화 전문 웹사이트인 무비스트에서는 2009년 1월 25일 현재 8.98의 평점을, 네이버 영화 정보에서는 9.17의 평점을 받아 기술과 내용, 흥행 등 모든 면에서 좋은 평가를 받았다. 하지만 이러한 평가가 과장되어 있다는 평도 있다.

## 표절 논란
아바타는 스뚜르가츠끼 형제의 눈 유니버스(Noon Universe)와 어느정도 닮은 점들이 있어서 표절 논란이 불었다. 그러나 보리스 스뚜르가츠끼는 자신의 웹페이지에서 영화를 보지 않았지만, 표절로 보지 않는다고 밝혔다.
또 음반 디자이너 로저 딘의 세계관과 유사하다는 논란도 있었다.

## 같이 보기
- 대한민국 영화 흥행 기록
- 영화 매출 순위 목록